# Palm Beach
Palm Beach è un comune degli Stati Uniti d'America, nella contea omonima dello stato della Florida. La cittadina è situata sulla costa atlantica.
L'Intracoastal Waterway la separa dalla vicina città di West Palm Beach e dal Lake Worth.

## Geografia fisica
Si estende su una superficie di 27 km² e nel 2000 contava 10.468 abitanti (1.030,6 per km²).

## Storia
Sorta nel 1871, è una rinomata stazione balneare sin dall'inizio del XX secolo.
Palm Beach è stata costituita come resort da Henry Flagler, un fondatore della Standard Oil, che rese accessibile dalla sua Florida East Coast Railway la costa atlantica. Il cuore di Palm Beach è costituito da due resort hotel di lusso di proprietà di Flagler, il Royal Poinciana Hotel ed il Breakers Hotel. West Palm Beach fu costruita lungo il Lake Worth come città di servizio, ma divenne la città principale a sua volta.
Nel 1902 Flagler costruì una magione sullo stile Beaux-Arts, Whitehall, che servì per portare intrattenimento a Palm Beach anche durante la stagione invernale. La città venne incorporata il 17 aprile 1911.

## Infrastrutture e trasporti
La città è servita dall'Aeroporto Internazionale di Palm Beach.